# Lista de tenistas do Brasil nos Jogos Olímpicos de Verão

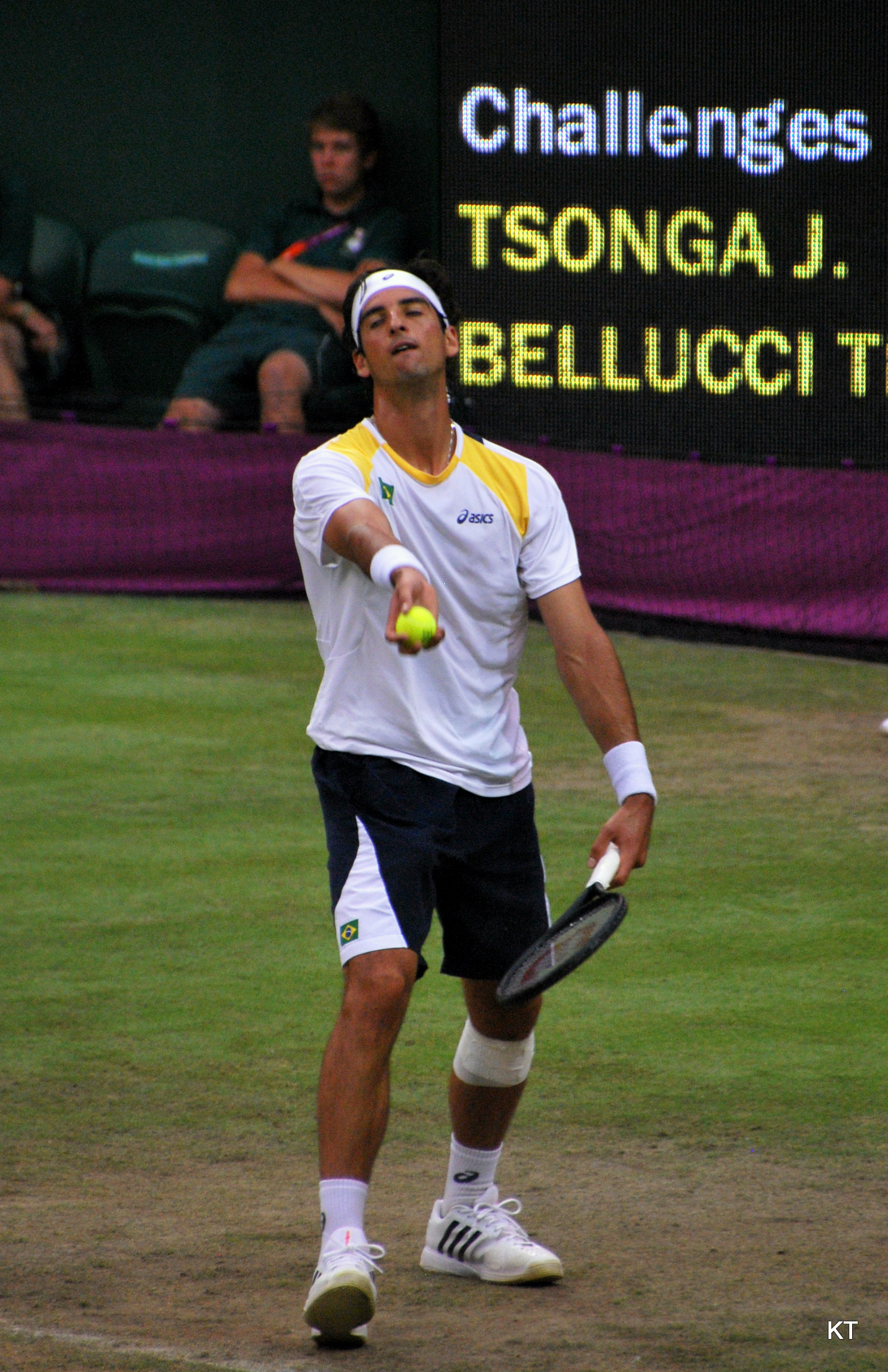
Thomaz Bellucci em Londres 2012.

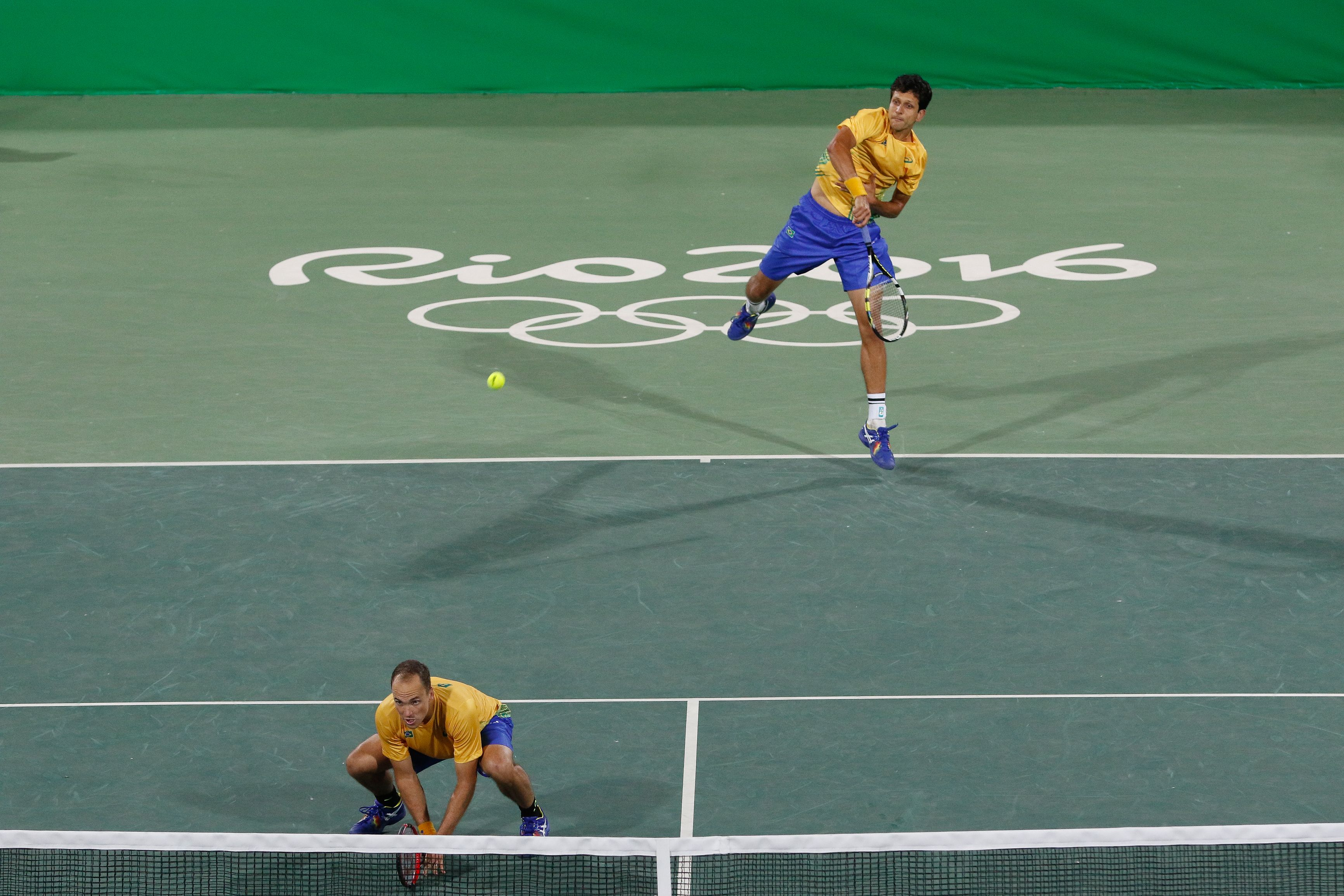
Bruno Soares e Marcelo Melo em Rio 2016.

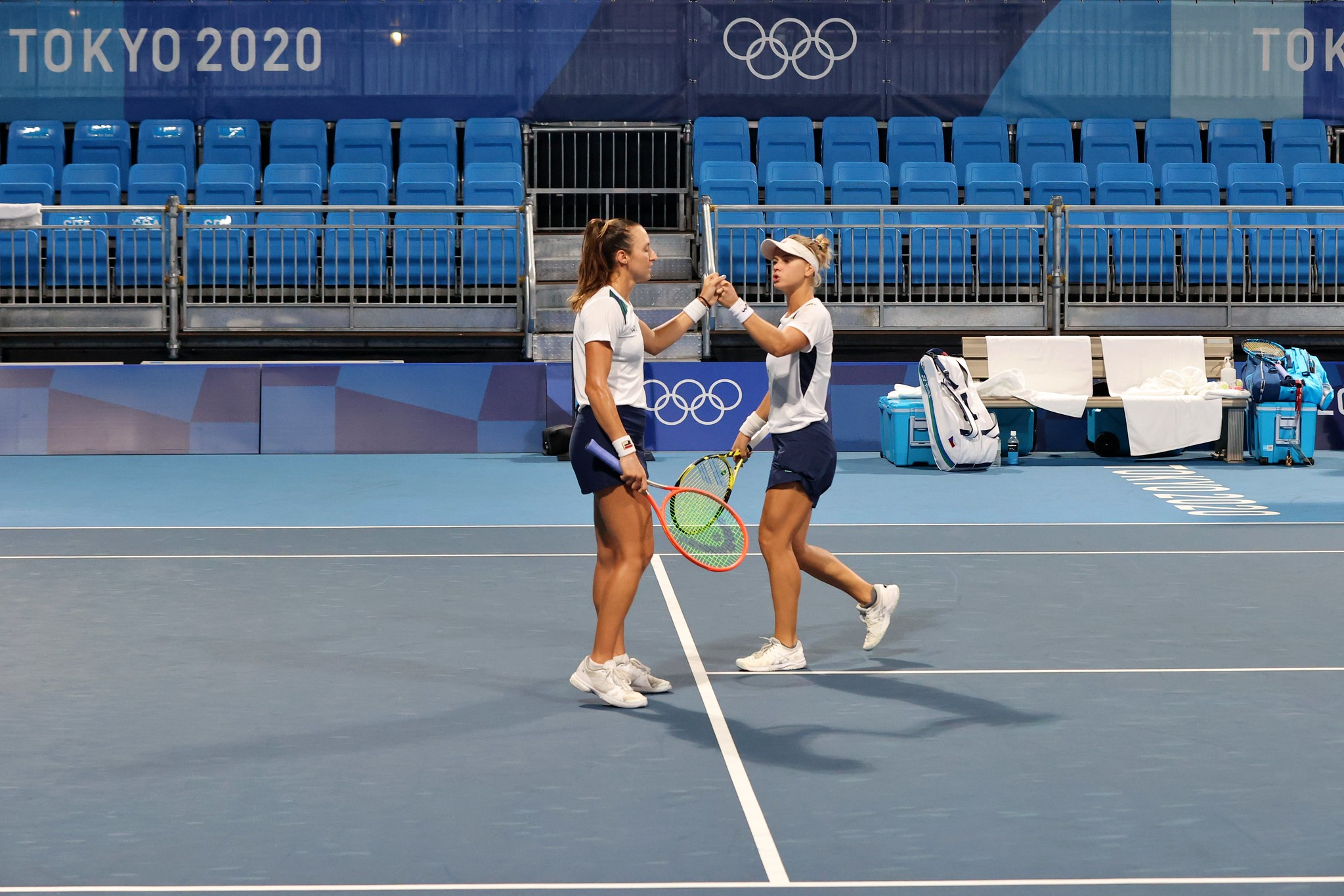
Luisa Stefani e Laura Pigossi em Tóquio 2020.

Esta é uma lista dos tenistas do Brasil participantes dos Jogos Olímpicos de Verão:

## 1968-Cidade do México
Simples
- Suzana Petersen (também competiu em duplas e duplas mistas; o torneio olímpico tinha chaves de exibição, no qual Petersen foi semifinalista, e demonstração, ficando na primeira rodada)

## 1984-Los Angeles
Simples
- Silvana Campos - primeira rodada (novamente esporte de demonstração)

## 1988-Seul[2]
Simples
- Gisele Miró - segunda rodada
- Luiz Mattar - primeira rodada

Duplas
- Ricardo Acioly/Luiz Mattar - segunda rodada

## 1992-Barcelona[3]
Simples
- Andrea Vieira - primeira rodada
- Jaime Oncins - quartas de final
- Luiz Mattar - primeira rodada

Duplas
- Luiz Mattar/Jaime Oncins - primeira rodada
- Cláudia Chabalgoity/Andrea Vieira - segunda rodada

## 1996-Atlanta[4]
Simples
- Fernando Meligeni - quarto colocado

Duplas
- Miriam D'Agostini/Vanessa Menga - primeira rodada

## 2000-Sydney[5]
Simples
- Gustavo Kuerten - quartas de final

Duplas
- Gustavo Kuerten/Jaime Oncins - primeira rodada
- Joana Cortez/Vanessa Menga - segunda rodada

## 2004-Atenas[6]
Simples
- Gustavo Kuerten - primeira rodada
- Flávio Saretta - primeira rodada

Duplas
- André Sá/Flávio Saretta - segunda rodada

## 2008-Pequim[7]
Simples
- Thomaz Bellucci - primeira rodada
- Marcos Daniel - primeira rodada

Duplas
- Marcelo Melo/André Sá - segunda rodada

## 2012-Londres[8]
Simples
- Thomaz Bellucci - primeira rodada

Duplas
- Marcelo Melo/Bruno Soares - quartas de final
- Thomaz Bellucci/André Sá - primeira rodada

## 2016-Rio de Janeiro[9]
Simples
- Thomaz Bellucci - quartas de final
- Rogério Dutra Silva - segunda rodada
- Teliana Pereira - primeira rodada

Duplas
- Marcelo Melo/Bruno Soares - quartas de final
- Thomaz Bellucci/André Sá - segunda rodada
- Paula Gonçalves/Teliana Pereira - primeira rodada
- Teliana Pereira/Marcelo Melo - segunda rodada

## 2021-Tóquio
Duplas
- Luisa Stefani/Laura Pigossi - medalha de bronze
- Luisa Stefani/Marcelo Melo - primeira rodada
- Marcelo Melo/Marcelo Demoliner - primeira rodada

## 2024-Paris[10]
Simples
- Beatriz Haddad Maia - segunda rodada
- Laura Pigossi - primeira rodada
- Thiago Monteiro - primeira rodada
- Thiago Seyboth Wild - primeira rodada

Duplas
- Luisa Stefani/Beatriz Haddad Maia - segunda rodada
- Thiago Monteiro/Thiago Seyboth Wild - segunda rodada
- Luisa Stefani/Thiago Seyboth Wild - primeira rodada